# 巴塞隆拿地鐵9號線

巴塞羅那地鐵9號線、10號線及12號線的線路圖

巴塞羅那地鐵9號線是西班牙巴塞羅那地鐵的線路之一。該線路目前仍處在興建過程之中，實務上分為南北兩個分離的路段，兩者中間的連接路段仍未竣工。在9號線竣工之後，該路線將成為歐洲最長的自動運行（即無人駕駛）地鐵路線。

## 外部連結
维基共享资源上的相關多媒體資源：巴塞隆拿地鐵9號線
41°24′24.18″N 2°8′56.50″E / 41.4067167°N 2.1490278°E